# Chico Rey & Paraná
Chico Rey & Paraná foi uma dupla sertaneja do Brasil, formada por Francisco Aparecido de Jesus Gomes (Chico Rey - Arapongas, 9 de novembro de 1953 — Maceió, 26 de fevereiro de 2016) e José Cláudio Gomes (Paraná - Arapongas, 28 de janeiro de 1956).

## Carreira
Irmãos, nascidos em Arapongas, no interior do estado do Paraná, eles tiveram uma carreira de grandes sucessos, iniciada em 1981, como "Tranque a Porta e me Beija", "Encanto e Magia", "Tá com Raiva de Mim", "Você Não Sabe Amar", "Um Degrau na Escada", "De lá pra cá", "Em Algum Lugar do Passado", "Operário, Vida, Viola", "Alma Transparente", "Canarinho Prisioneiro", "Leão Domado", "Amor Rebelde", além da música que deu início ao sucesso nacional da dupla, "Quem Será Seu Outro Amor", que lhes rendeu o primeiro disco de ouro em 1988. A dupla ao completar 30 anos de carreira ganhou uma biografia do jornalista Clayton Aguiar.
Chico Rey & Paraná fizeram uma regravação da música "Volta pra Mim", gravada originalmente pelo grupo Roupa Nova.

## Morte de Chico Rey
A dupla se desfez no dia 26 de fevereiro de 2016, em virtude da morte do cantor Chico Rey durante viagem de férias a Maceió. O cantor teve um sangramento na fístula pela qual realizava procedimentos de hemodiálise, que resultou em choque hipovolêmico e parada cardíaca assim que chegou ao hospital. Chico já sofria há sete anos de insuficiência renal crônica, chegando a realizar um transplante em 2010, mas houve rejeição 1 ano depois.